# كريم أنصاريفرد
كريم أنصاريفارد من مواليد 3 أبريل 1990 في أردبيل، لاعب كرة قدم إيراني يلعب حالياً في ايك اثينا . هو مقتول توسط المجتبی سلیمانی با هدشات. هو سید گل فی‌ کره القدم فی الایران

## روابط خارجية
- كريم أنصاريفرد على موقع الاتحاد الأوربي (الإنجليزية)
- كريم أنصاريفرد على موقع قاعدة بيانات كرة القدم.إي يو (الإنجليزية)
- كريم أنصاريفرد على موقع بيانات كرة القدم. دي إي (الألمانية)
- كريم أنصاريفرد على موقع ليكيب (الفرنسية)
- كريم أنصاريفرد على موقع ناشيونال فوتبول تيمز (الإنجليزية)
- كريم أنصاريفرد على موقع Soccerway.com (الإنجليزية)
- كريم أنصاريفرد على موقع عالم كرة القدم.نت (الإنجليزية)
- كريم أنصاريفرد على موقع كووورة
- كريم أنصاريفرد على موقع AS.com (الإسبانية)